# 阿南市立平島小学校
阿南市立平島小学校（あなんしりつ ひらじましょうがっこう）は、徳島県阿南市那賀川町赤池にある公立小学校。那賀川で有名なナカちゃんに関する行事も行われている。

## 通学区域
- 阿南市

那賀川町赤池､那賀川町上福井､那賀川町苅屋､那賀川町北中島､那賀川町大京原､那賀川町工地､那賀川町中島､那賀川町西原､那賀川町原､那賀川町古津､那賀川町三栗､那賀川町みどり台

## 教育目標
学校教育目標は、人間尊重を基盤として豊かな知性と創造性に富み、自主的、自律的精神に充ちた心身共に健康な児童を育成する。めざす児童象は、「進んで学びあう子」「思いやりのある子」「たくましく生きる子」。

## 沿革
- 1956年（昭和31年）9月30日 - 那賀郡平島村が同郡今津村と合併、那賀川町となったのに伴い、那賀川町立平島小学校と改称。
- 2006年（平成18年）3月20日 - 那賀郡那賀川町が阿南市へ編入されたのに伴い、阿南市立平島小学校と改称。

## 校歌
- 作詞: 鈴木正夫
- 作曲: 山口保次

## 関連学校
- 卒業生は阿南市立今津小学校の出身者と共に阿南市立那賀川中学校へ進学。

## アクセス
- JR牟岐線阿波中島駅から北西へ300m。
- 徳島県道141号大林那賀川阿南線沿い。

## 通学区域が隣接する学校
- 阿南市立今津小学校
- 阿南市立羽ノ浦小学校
- 阿南市立岩脇小学校
- 阿南市立中野島小学校
- 阿南市立横見小学校
- 阿南市立富岡小学校